# Acroceratitis striata
Acroceratitis striata es una especie de insecto del género Acroceratitis de la familia Tephritidae del orden Diptera.

## Historia
Walter Wilson Froggatt la describió científicamente por primera vez en el año 1909.